# Okręg wyborczy Liskeard
Okręg wyborczy Liskeard powstał w 1295 r. i wysyłał do angielskiej, a następnie brytyjskiej, Izby Gmin dwóch deputowanych. W 1832 r. liczbę mandatów przypadających na okręg zmniejszono do jednego. Okręg miasto Liskeard w Kornwalii. Został zlikwidowany w 1885 r.

## Deputowani do brytyjskiej Izby Gmin z okręgu Liskeard

### Deputowani w latach 1295–1660
- 1604–1611: William Killigrew

### Deputowani w latach 1660–1832
- 1660–1661: John Connock
- 1660–1661: John Robinson
- 1661–1678: John Harris
- 1661–1661: Peter Prideaux
- 1661–1679: Bernard Granville
- 1678–1679: Bourchier Wrey
- 1679–1679: John Connock
- 1679–1685: John Buller
- 1679–1685: Jonathan Trelawny
- 1685–1689: Christopher Wrey
- 1685–1689: John Connock
- 1689–1696: Bourchier Wrey
- 1689–1690: John Buller
- 1690–1695: Emanuel Pyper
- 1695–1715: William Bridges
- 1696–1701: Henry Darell
- 1701–1707: Thomas Dodson
- 1707–1710: John Dolben
- 1710–1722: Philip Rashleigh, torysi
- 1715–1722: John Trelawny
- 1722–1722: Edward Eliot
- 1722–1727: John Lansdell
- 1722–1734: Thomas Clutterbuck
- 1727–1734: John Cope
- 1734–1747: Richard Eliot
- 1734–1740: George Dennis
- 1740–1754: Charles Trelawny
- 1747–1754: George Lee
- 1754–1759: Edmund Nugent
- 1754–1761: Philip Stanhope
- 1759–1768: Philip Stephens
- 1761–1768: Anthony Champion
- 1768–1774: Edward Eliot
- 1768–1784: Samuel Salt
- 1774–1780: Edward Gibbon
- 1780–1784: Wilbraham Tollemache
- 1784–1797: Edward James Eliot
- 1784–1804: John Eliot, torysi
- 1797–1800: Murrough O’Brien, 5. hrabia Inchiquin
- 1800–1802: George Murray, wicehrabia Fincastle
- 1802–1826: William Eliot, torysi
- 1804–1807: William Huskisson, torysi
- 1807–1812: James Hamilton, wicehrabia Hamilton
- 1812–1818: Charles Philip Yorke, torysi
- 1818–1832: William Henry Pringle
- 1826–1832: Edward Eliot, lord Eliot, torysi

### Deputowani w latach 1832–1885
- 1832–1849: Charles Buller, wigowie
- 1849–1854: Richard Budden Crowder, wigowie
- 1854–1859: Ralph William Grey, wigowie
- 1859–1865: Ralph Bernal Osborne, Partia Liberalna
- 1865–1869: Arthur William Buller, Partia Liberalna
- 1869–1876: Edward Horsman, Partia Liberalna
- 1876–1885: Leonard Courtney, Partia Liberalna